# Кедді

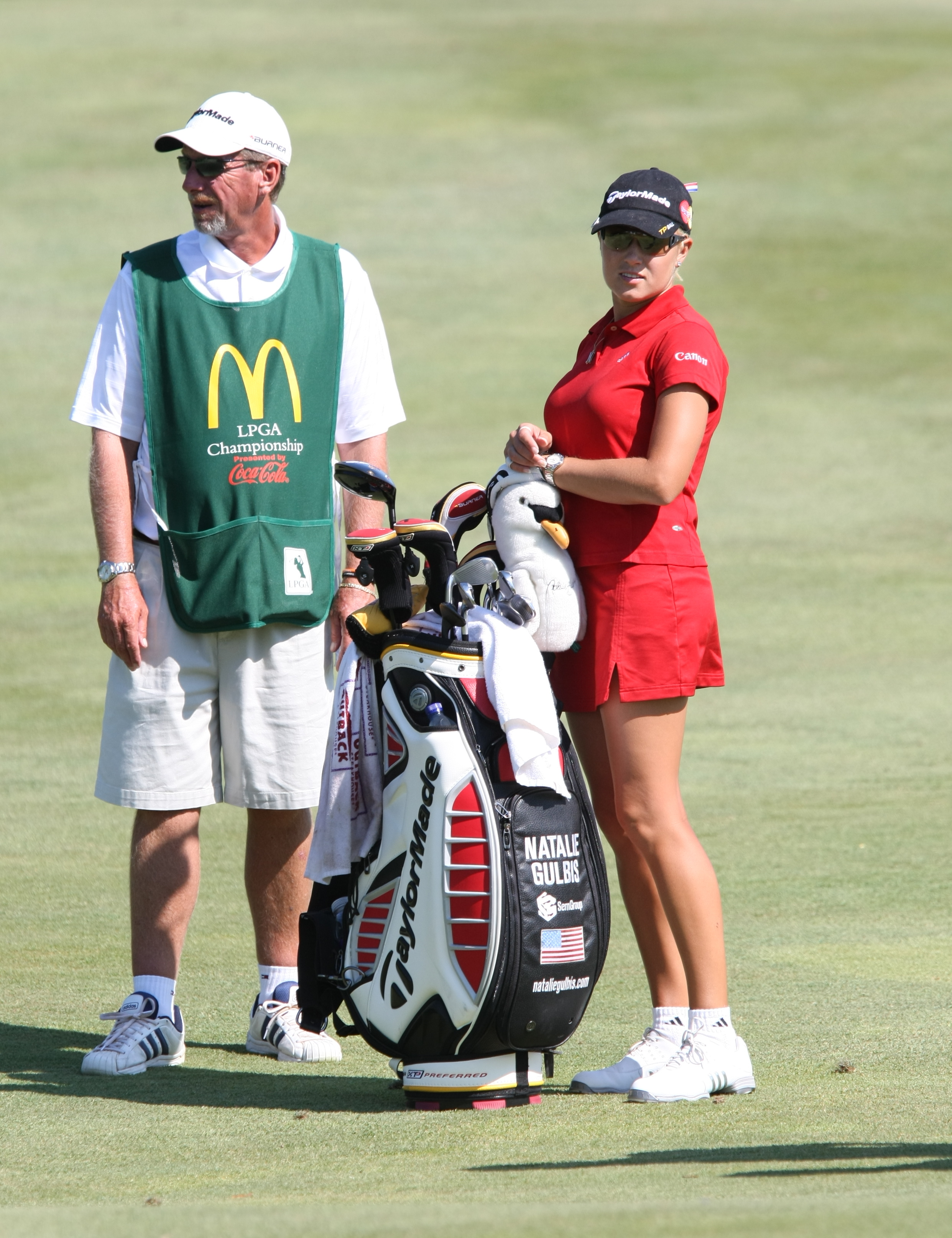
Гольфістка зі своїм кедді

Кедді (англ. caddy або англ. caddie) — помічник гравця в гольф, до чиїх обов'язків входить перенесення спортивного інвентарю та допомога порадами.
Слово «caddy», ймовірно, походить від французького слова «cadet» (фр. cadet — мододший син, молодший).
Кедді, як правило, не є штатними працівниками гольф-клубу, працюють з гольфістам самостійно і не отримують переваг від клубу, з яким співпрацюють. У деяких гольф-клубах для залучення кедді діють спеціальні програми. В Європі більшість клубів не пропонують послуг кедді, і гравці-аматори власноруч переносять свій інвентар.
У професійному спорті кедді є важливою частиною змагань. Діє Асоціація професійних кедді (англ. Professional Caddies Association), яка з 1999 року нагороджує кращих кедді і їх менеджерів включенням до Зали слави. З 2011 року Залом слави керує Western Golf Association.